# Кулаково (Старорусский район)
Кулаково — деревня в Старорусском муниципальном районе Новгородской области, входит в Залучское сельское поселение.
Деревня расположена на правом берегу реки Ловать (на противоположном берегу — деревня Черенчицы), в пяти километрах к югу от прежнего административного центра сельского поселения — деревни Коровитчино.

## Население
| 2010 |
| ---- |
| 21   |

## История
О раннем заселении здешних мест свидетельствует группа сопок VIII—X вв, расположенных в 1,5 км южнее деревни.
До весны 2010 года Кулаково относилось к ныне упразднённому Коровитчинскому сельскому поселению.

## Транспорт
В деревню есть автодорога от автодороги из Старой Руссы в Залучье.